# Обепин, Гийом л’
Гийом де л’Обепин, барон де Шатонёф (фр. Guillaume de L'Aubespine, baron de Châteauneuf; 1547—1629) — французский дипломат.
Сын Клода л’Обепина, крупного государственного чиновника и дипломата.
Наиболее известен как посол Франции в Англии в середине 1580-х годов, организатор серии неудачных заговоров с целью освобождения Марии Стюарт (в этом качестве стал персонажем трагедии Фридриха Шиллера «Мария Стюарт»).
Канцлер и хранитель печати ордена Святого Духа (1606—1611). В 1611—1616 годах был одним из трёх суперинтендантов финансов (вместе с Жаком Огюстом де Ту и Пьером Жанненом).
Отец Шарля де л’Обепина, Франсуа де л’Обепина и Габриэля де л’Обепина.